# Petit Trianon
O Petit Trianon é um palácio construído no século XVIII pelo Rei Luis XV para a sua amante, a Madame de Pompadour. Este palácio fica localizado no interior do parque do Palácio de Versalhes.

## História

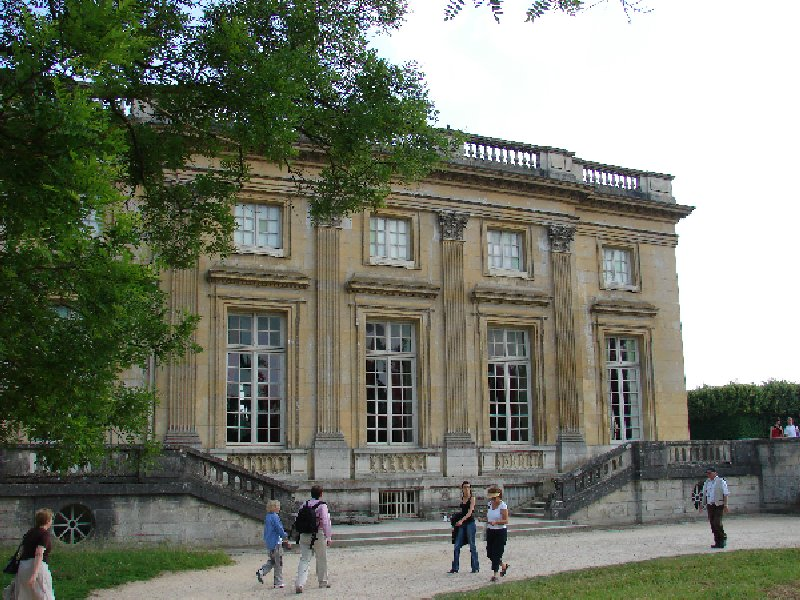
Vista lateral do Petit Trianon no Domínio de Maria Antonieta.

É sob o impulso da sua favorita, Madame de Pompadour, que o Rei Luis XV ordena a construção de um novo Trianon: o Petit Trianon. A obra confiada a Jacques Ange Gabriel dura 6 anos entre 1762 e 1768. O lugar escolhido para esta nova construção é o antigo jardim botânico do Rei. Madame de Pompadour faleceu no dia 15 de Abril de 1764, pelo que não assistiu à conclusão da sua obra. É com a sua nova favorita, Madame du Barry, que Luis XV inaugura o Petit Trianon. Luis XV morreu em 1774 e a Condessa do Barry teve que deixar o palácio. Desde a sua subida ao trono, Luis XVI ofereceu o Petit Trianon à sua esposa Maria Antonieta desta forma: "Vós amais as flores, Senhora, tenho um bouquet a oferecer-vos. É o Trianon." Maria Antonieta empreendeu numerosas obras no palácio e no seu domínio. Depois da Revolução francesa o palácio caiu no esquecimento. Foi restaurado uma primeira vez durante a Monarquia de Julho pela Rainha Marie-Louise e, mais tarde, uma segunda vez durante o Segundo Império pela Imperatriz Eugénia de Montijo.
Inspirado pela arquitectura Palladiana e possivelmente desenhado por Jean-François Chalgrin, as elevações exteriores, sobre as bases de um plano quadrado, escondem um planeamento subtil dos níveis interiores. Parecendo aberto sobre os jardins, o piso dos salões está, de facto, situado em volta de um pátio, do lado de Versailles. A fachada sobre este pátio é ornada por pilastras, a fachada oposta por colunas e as fachadas laterais por meias-colunas. A descrição da decoração exterior simboliza o classicismo repensado de Gabriel.

## Os Lugares

### O Palácio
Encomendado em 1762 a Gabriel, o palácio só seria concluído em 1768, ou seja, quatro anos depois da morte de Madame de Pompadour. Seria então atribuído a Madame du Barry, até à morte de Luis XV. O estilo Neoclássico do edifício entra em total ruptura com o estilo rocaille do Pavilhão Francês, construído pelo mesmo arquitecto em 1750. O edifício, de planta quadrada, coroado por uma balaustrada, eleva em três pisos. O rés-do-chão, acessível somente pelo pátio Sul divido ao desnível do terreno, abriga as áreas comuns. No primeiro-andar encontram-se as áreas de recepção e o Appartement de la Reine (Apartamento da Rainha). No ático situa-se o Appartement du Roi (Apartamento do Rei) e dos convidados. Todas as fachadas do palácio são diferentes, sendo a do Oeste, virada para o jardim francês, a principal. Pela escada exterior acede-se imediatamente ao andar nobre.
- O Rés-do-chão:

Pela porta central da fachada, acede-se à escadaria de honra do palácio. Esta é ornada por uma magnífica balaustrada em ferro forjado, onde os medalhões alternam flores de lis e o símbolo de Maria Antonieta que substituiu o da Madame de Pompadour. Situado numa posição retirada sob as voltas da escada, uma porta dá acesso ao aquecedor de placas decorado com uma magnífica abóbada rebaixada.
- O Primeiro-andar:

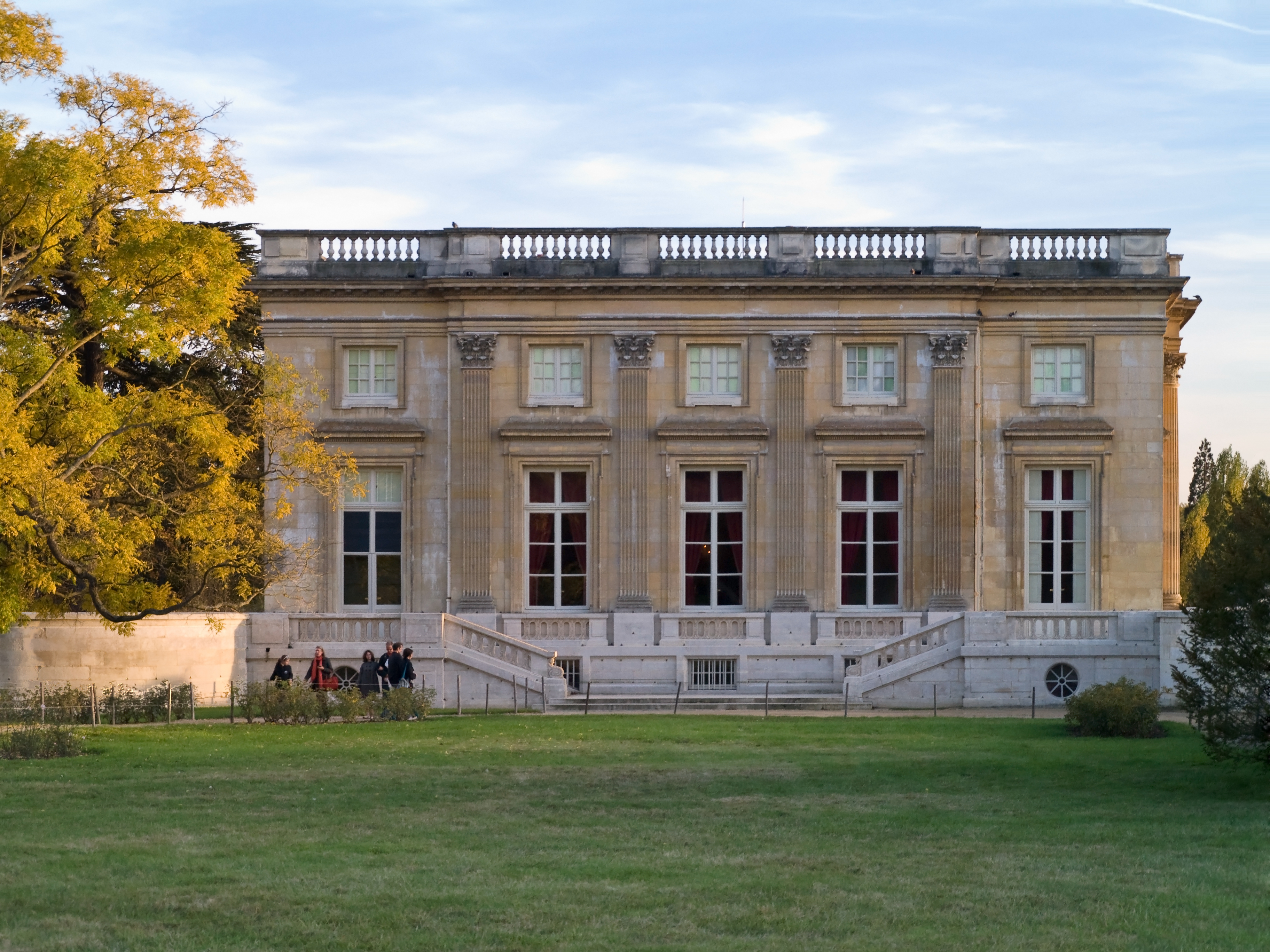
Fachada norte do Petit Trianon no Domínio de Maria Antonieta.

Pela escadaria de honra acede-se directamente à antecâmara das salas de recepção. Numa decoração muito sóbria estão expostos os bustos de Luis XVI e de José II da Germânia, assim como o quadro Marie-Antoinette à la rose, de Vigée-Lebrun. 

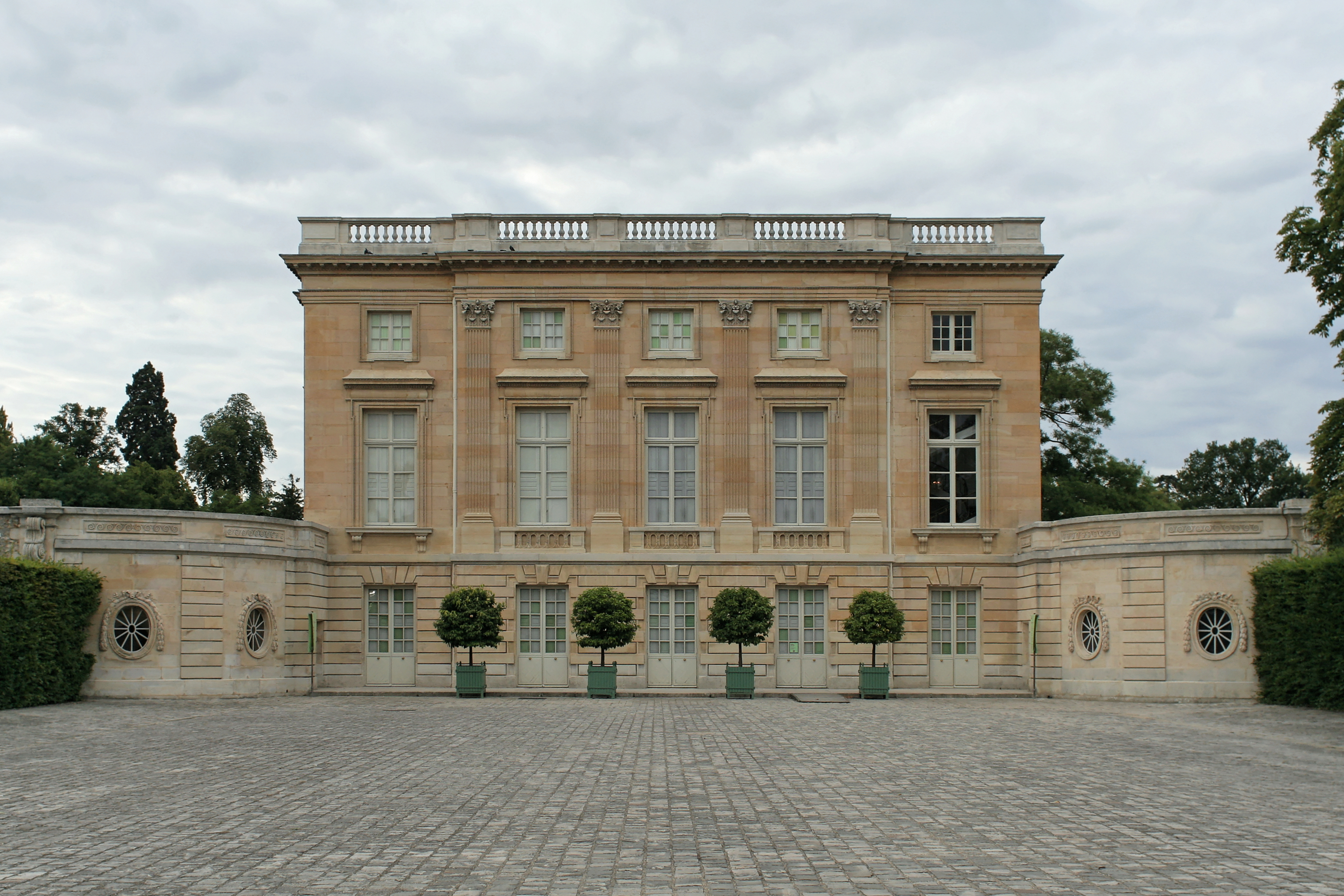
Fachada oeste do Petit Trianon

Acede-se em seguida à Grande Sala de refeições com uma magnífica decoração de apainelamentos com frutos entalhados, uma chaminé em mármore azul turquesa e quatro grandes quadros sobre temas naturais (a ceifa, a pesca, a caça e as vindimas). Ao centro da sala estão vestígios do antigo projecto para uma mesa "volante" que permitiria arranjar as mesas na cozinhas e depois levá-las para a sala de refeições. Assim a intimidade dos convidados poderia ser preservada dos criados. O projecto, demasiado caro, foi abandonado. Mesmo ao lado ficou duas salas: a Pequena Sala de Comer transformada em Sala de Bilhar e o Salão de Companhia ou Salão de Música. Estas eram as divisões principais em que Maria Antonieta se encontrava na companhia da sua "Côrte" de Trianon. O símbolo de Luis XV, enlaçado de flores, montra que os locais são dedicados à natureza. Passeia-se em seguida para o Apartamento da Rainha. As janelas do quarto estão voltadas sobre o Templo do Amor. A cama que está no local não é aquela utilizada pela Rainha, mas o mobiliário é aquele que ela encomendou a Jacob, que realizou um mobiliário dito "em espiga" devido à sua decoração natural. No Boudoir, redecorado em 1787 pelos irmãos Rousseaux, um astucioso sistema de vidros móveis, realizado por Mercklein e Courbin, permitia à rainha repousar com as janelas exteriores abertas. A última sala do seu apartamento é o "cabinet de toilette" (sala de toillete).
- O Ático:

O piso do ático abrigava inicialmente o apartamento de Luis XV. Este encontrava-se ligado ao resto do palácio por uma escadaria que se situava no local do boudoir de Maria Antonieta. O apartamento de Luis XV foi substituído pela Rainha por um outro dedicado ao seu marido e ligado ao primeiro andar por uma modesta escadaria. Este dispões de uma série de três salas. Uma antecâmara; o quarto de Luis XVI, restaurado em 1985, o qual é adornado com damasco encarnado carmesim e ôr uma cama à "polaca"; e um gabinete de trabalho voltado sobre o Belvedere. O resto deste piso é ocupado por apartamentos para acolher os convidados.

### O jardim francês
- Os primeiros planeamentos:

Desde 1749, Luís XV desejava criar um novo lugar de prazer no Petit Trianon. Nesta perspectiva, fez edificar uma "nouvelle ménagerie" (novo zoo), que abrigasse animais de capoeira; uma leitaria para as cabras, até de ter restaurado a galcière de Luis XIV.

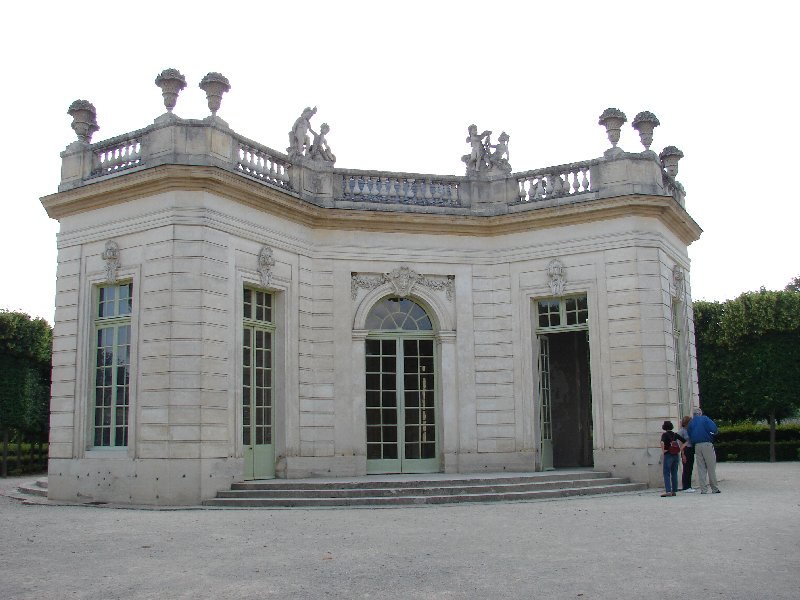
O Pavilhão Francês, no parque do Petit Trianon.

- O Pavilhão Francês e o Salão Fresco:

Para adornar o conjunto do novo zoo, Gabriel empreendeu, cerca de 1750, a criação de um pequeno jardim à francesa ao sul deste. As duas perspectivas (Este-Oeste e Norte-Sul) são decoradas com quatro tanques ornados com estátuas de crianças representando as quatro estações. Também fez construir dois novos edifícios: o Pavilhão Francês, para os jogos e os almoços, e o Salão Fresco, onde a única divisão serve de sala de jantar de Verão. Este último foi demolido por Napoleão e reconstruído em 1984. Terminado em 1750, o Pavilhão Francês compõe-se de um salão octogonal central e de quatro outras divisões (uma cozinha, um aquecimento, um gabinete e um guarda-fatos). O friso do salão central, decorado com animais de capoeira lembra o zoo vizinho. 
- A Capela:

A capela foi a última realização de Gabriel para Luis XV no Petit Trianon. Esta foi terminada em 1773, ou seja, um ano antes da morte deste monarca. Fica situada ao Sul do jardim francês entre os edifícios do s criados e o pátio do Petit Trianon. É ultrapassada por um campanário ornado com um relógio e a cruz do redentor. A decoração interior, em estilo neoclássico, é de uma extrema sobriedade. A tela do altar, do pintor Joseph-Marie Vien, destaca-se sobre os apainelamentos brancos. A tribuna Real, suportada por quatro colunas Dóricas, tem acesso pela escadaria exterior.
- O Teatro de Maria Antonieta:

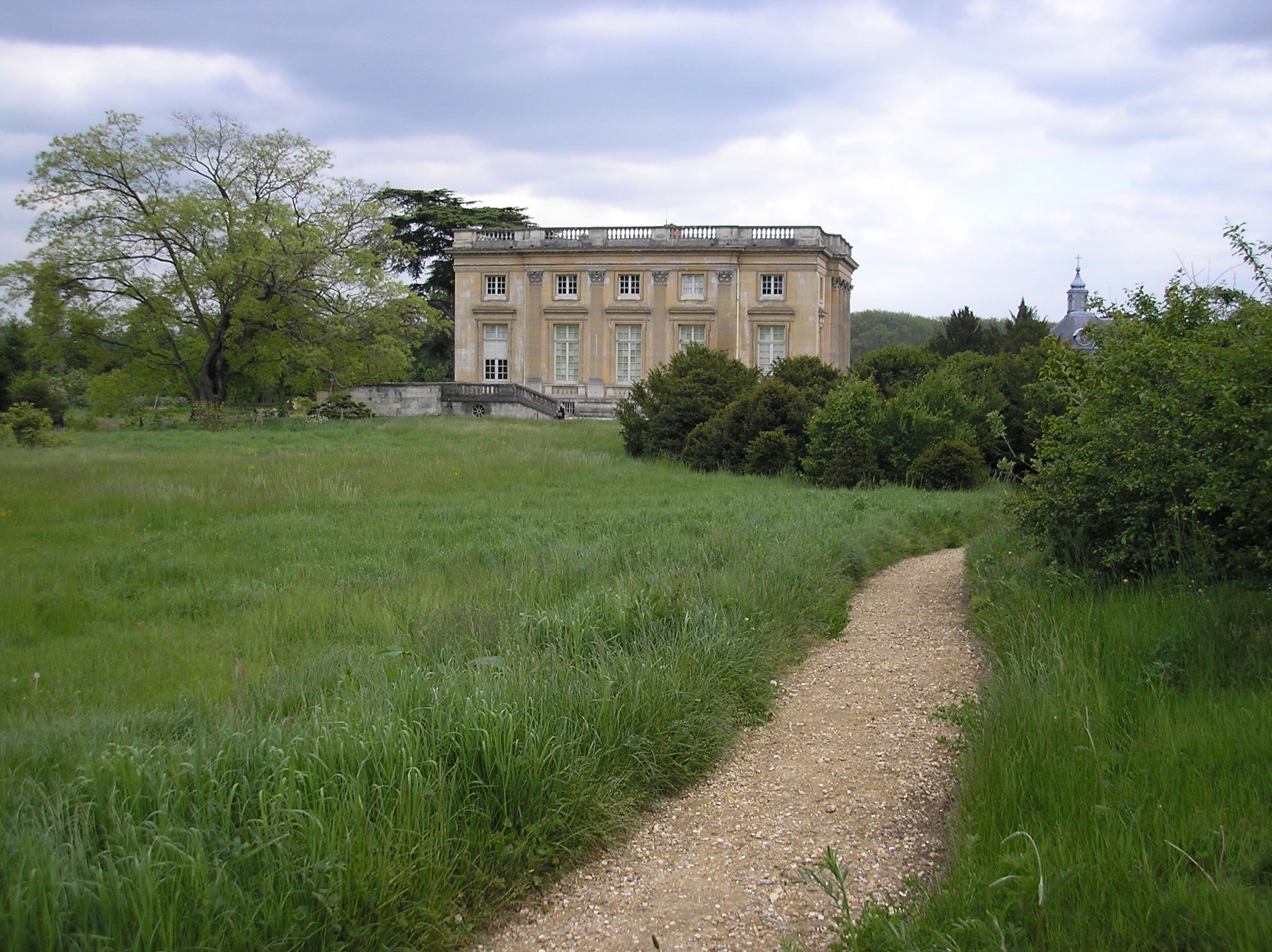
O Petit Trianon

Já no tempo de Luís XV, o teatro ocupava um lugar preponderante nos divertimentos do Trianon. Maria Antonieta, quando recebeu o domínio, teve que contentar-se em fazer os seus espectáculos em cenários provisórios montados na galeria do Grand Trianon e mais tarde no laranjal do Petit Trianon. Em 1778, Maria Antonieta encarregou Mique de lhe edificar um teatro. Depois de dois anos de trabalhos, a sala foi inaugurada no dia 1 de Junho de 1780. Uma galeria cercada, coberta por panos para proteger os passantes quando o Sol estava demasiado quente, liga o Petit Trianon ao Teatro. A decoração exterior é absolutamente austera. Somente o frontão, representando o "Génio de Apolo", e as duas colunas Jónicas dispersam um pouco a fachada. A austeridade do vestíbulo contrasta com a decoração da sala. A sala, de altura relativamente reduzida, está decorada em azul e ouro de imitação. Os estuques, os apainelamentos e as cortinas são em pasta de cartão, os mármores são falsos mármores desenhados e os fatos do guarda roupa realizados com economia. No tecto, uma cópia, instalada em 1968, substitui a tela de Lagrenée, "Apollon entouré des Graces et des Muses" (Apolo rodeado por Graças e Musas).

### O jardim inglês
Entre 1776 e 1783, Caraman e depois Richard Mique desenharam um jardim à inglesa, no qual dispersaram vários elementos. Assim, instalaram um lago, uma pequena montanha, um rochedo e uma gruta atapetada de falsas verduras  para o repouso de Maria Antonieta. 
- O Belvedere ou Salão de Música:

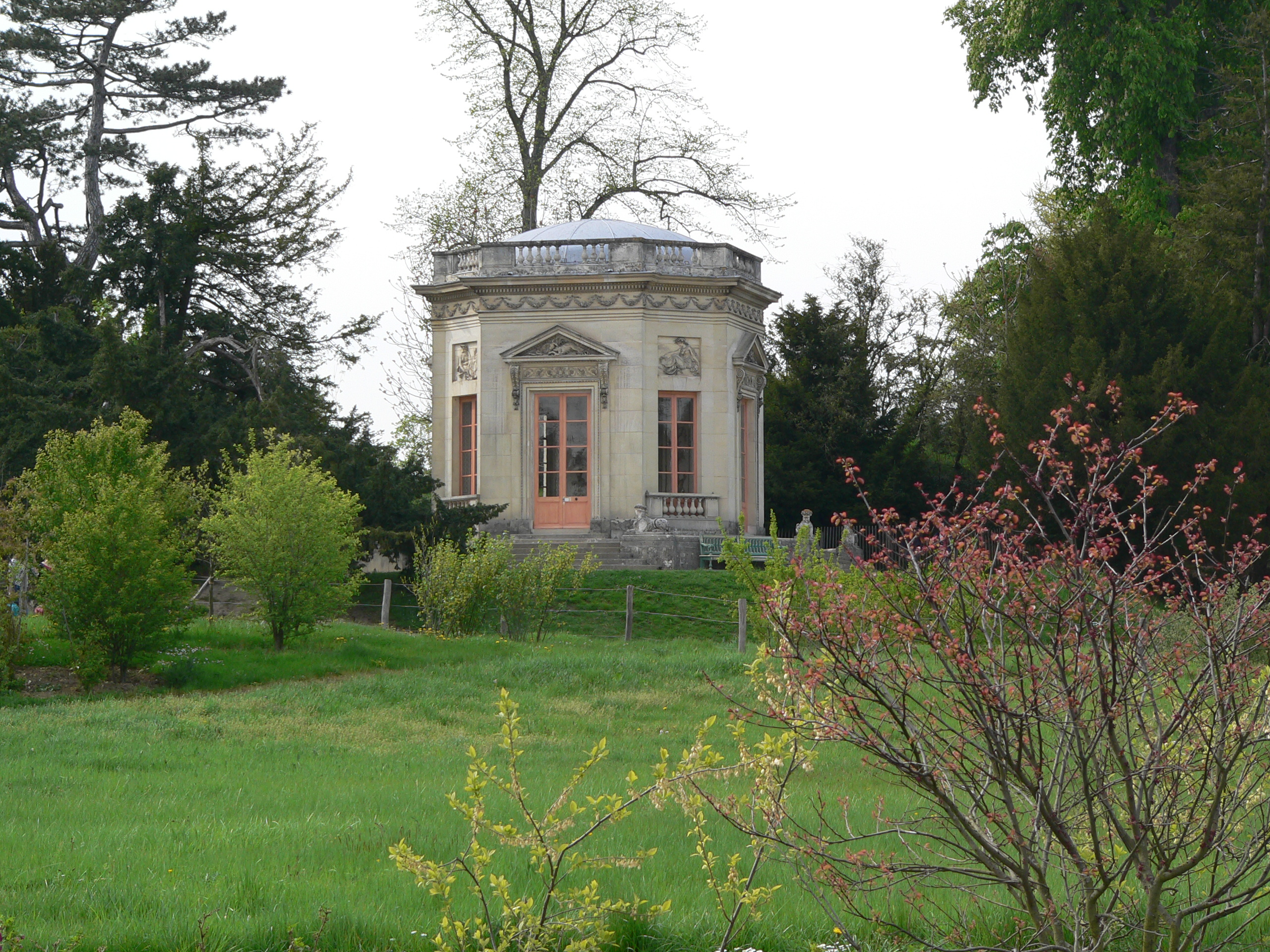
O Belvedere no parque do Petit Trianon

Este pequeno pavilhão em forma octogonal, coroado por uma cúpula escondida por uma balaustrada, foi erigido por Mique cerca de 1780 sobre um outeiro ao lado do lago. Faz parte da série de elementos de jardim construídos pelo arquitecto. Abre-se por quatro portas às quais se acede por quatro escadarias guardadas por esfinges. Os frontões do topo das portas, ornados com atributos da caça e da jardinagem, alternam com os baixos-relevos dos topos das janelas representando as quatro estações. No interior, a decoração pode levar a pensar num pavilhão de latada. O chão está pavimentado com mármore, decorado com arabescos pintados.
- O Templo do Amor:

Terminado em 1778, este elemento em estilo clássico foi erigido sobre uma ilhota a Este do jardim inglês. O templo circular, localizado numa plataforma elevada, compreende doze colunas Coríntias que suportam uma cúpula, decorada com caras. Ao centro, a estátua de Bouchardon, "l'Amour se taillant un arc dans la massue d'Hercule" (O Amor talha um arco no bordão de Hércules).
- O Hameau da Rainha:

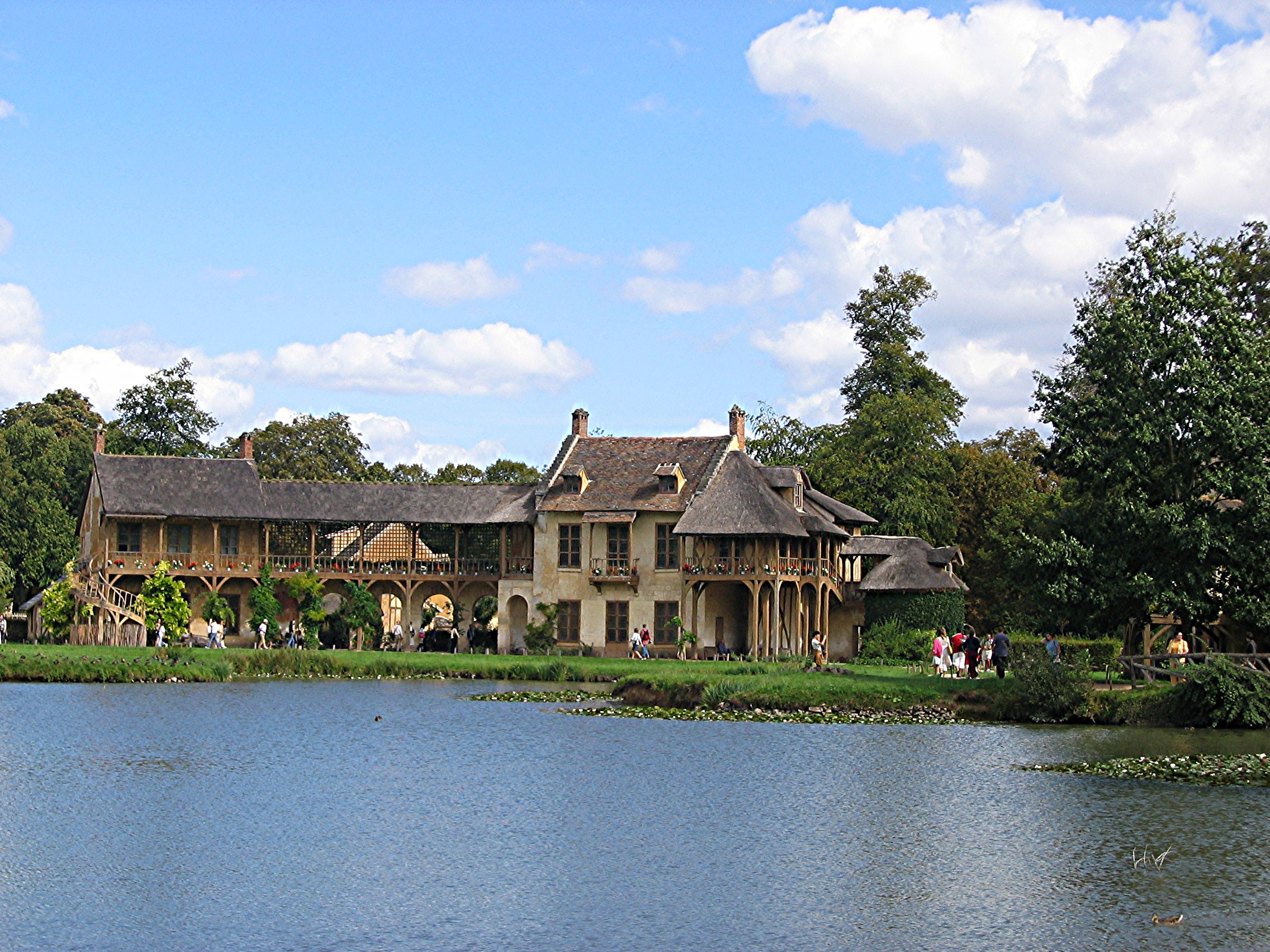
A Maison de la Reine, no parque do Petit Trianon

Para satisfazer o seu gosto rústico, Maria Antonieta, desejou construir, no parque do Petit Trianon, como a Princesa de Condé fizera em Chantilly no ano de 1775, uma pequena hameau (aldeola). Em 1783, Mique concluiu os planos de uma pequena aldeia idílica. Autor dum lago artificial, fez erigir onze cabanas embelezadas com hortas, pomares e pequenos jardins cercados e um farol. A mais importante destas casas é a Maison de la Reine (Casa da Rainha) ao centro de todas.

## O mecenato
O Grupo Swatch irá renovar o Petit Trianon por um preço de cinco milhões de Euros e fará dele o centro dos seus eventos promocionais.